# Film in 2019
Dit artikel gaat over films uitgebracht in het jaar 2019, filmfestivals en filmprijzen.

## Succesvolste films
De tien films uit 2019 die het meest opbrachten.
| Rang | Titel                                        | Distributeur         | Opbrengst wereldwijd |
| ---- | -------------------------------------------- | -------------------- | -------------------- |
| 1    | Avengers: Endgame                            | Walt Disney Pictures | $ 2.797.800.564      |
| 2    | The Lion King                                | Walt Disney Pictures | $ 1.656.943.394      |
| 3    | Frozen II                                    | Walt Disney Pictures | $ 1.450.026.933      |
| 4    | Spider-Man: Far From Home                    | Sony Pictures        | $ 1.131.927.996      |
| 5    | Captain Marvel                               | Walt Disney Pictures | $ 1.128.274.794      |
| 6    | Joker                                        | Warner Bros.         | $ 1.074.251.311      |
| 7    | Star Wars: Episode IX: The Rise of Skywalker | Walt Disney Pictures | $ 1.074.144.248      |
| 8    | Toy Story 4                                  | Walt Disney Pictures | $ 1.073.394.593      |
| 9    | Aladdin                                      | Walt Disney Pictures | $ 1.050.693.953      |
| 10   | Jumanji: The Next Level                      | Sony Pictures        | $ 796.575.993        |

## Filmprijzen
- Uitreiking 76e Golden Globe Awards: 6 januari
- Uitreiking 24e Critics' Choice Awards: 13 januari
- Uitreiking 9e Magritte du cinéma: 2 februari
- Uitreiking 33e Premios Goya: 2 februari
- Uitreiking 24ste Prix Lumières:  4 februari
- Uitreiking 72e British Academy Film Awards: 10 februari
- Uitreiking 23e Satellite Awards: 17 februari
- Uitreiking 44ste Césars: 22 februari
- Uitreiking 39e Golden Raspberry Awards: 23 februari
- Uitreiking 34e Film Independent Spirit Awards: 23 februari
- Uitreiking 91ste Academy Awards: 24 februari
- Uitreiking 45e Saturn Awards: 27 juni
- Uitreiking 32e Europese Filmprijzen: 7 december

## Filmfestivals
- Sundance Film Festival: 14 januari - 3 februari
- International Film Festival Rotterdam: 23 januari – 3 februari
- Internationaal filmfestival van Göteborg: 25 januari – 4 februari
- Internationaal filmfestival van Berlijn: 9 - 14 februari
  - Uitreiking Gouden Beer
- Filmfestival van Cannes: 14 - 25 mei
  - Uitreiking Gouden Palm
- Internationaal filmfestival van Karlsbad: 28 juni – 6 juli
  - Uitreiking Kristallen Bol
- Internationaal filmfestival van Locarno: 7 - 17 augustus
  - Uitreiking Gouden Luipaard
- Filmfestival van Sarajevo: 16 - 23 augustus
  - Uitreiking Hart van Sarajevo
- Filmfestival van Venetië: 28 augustus - 7 september
  - Uitreiking Gouden Leeuw
- Filmfestival van Telluride: 30 augustus - 2 september
- Internationaal filmfestival van Toronto:  5 - 15 september
- Filmfestival van Oostende: 6 - 14 september
  - Uitreiking Ensors
- Film by the Sea Vlissingen: 13 - 22 september
- Filmfestival van San Sebastián: 20 - 28 september
  - Uitreiking Gouden Schelp
- Nederlands Film Festival, Utrecht: 26 september - 4 oktober
  - Uitreiking Gouden Kalf
- Film Fest Gent: 8 - 18 oktober

## Lijst van films
Films die in 2019 zijn uitgebracht en een lemma in de Nederlandstalige Wikipedia hebben: 
| Verschijningsdatum | Titel                                                       | Land                                               | Opmerking                                             |
| ------------------ | ----------------------------------------------------------- | -------------------------------------------------- | ----------------------------------------------------- |
| 3 januari 2019     | How to Train Your Dragon: The Hidden World                  | Verenigde Staten                                   | Australië                                             |
| 4 januari 2019     | Escape Room                                                 | Canada / Verenigde Staten                          |                                                       |
| 9 januari 2019     | A Dog's Way Home                                            | Verenigde Staten                                   |                                                       |
| 12 januari 2019    | Glass                                                       | Verenigde Staten                                   |                                                       |
| 18 januari 2019    | Close                                                       | Verenigd Koninkrijk / Verenigde Staten             |                                                       |
| 18 januari 2019    | Io                                                          | Verenigde Staten                                   | Netflix                                               |
| 24 januari 2019    | Vals                                                        | Nederland                                          |                                                       |
| 25 januari 2019    | The Farewell                                                | Verenigde Staten                                   | Sundance Film Festival                                |
| 25 januari 2019    | Honey Boy                                                   | Verenigde Staten                                   | Sundance Film Festival                                |
| 25 januari 2019    | The Kid Who Would Be King                                   | Verenigd Koninkrijk / Verenigde Staten             |                                                       |
| 25 januari 2019    | Serenity                                                    | Verenigde Staten                                   |                                                       |
| 26 januari 2019    | The Death of Dick Long                                      | Verenigde Staten                                   | Sundance Film Festival                                |
| 26 januari 2019    | Extremely Wicked, Shockingly Evil and Vile                  | Verenigde Staten                                   | Sundance Film Festival                                |
| 26 januari 2019    | The Report                                                  | Verenigde Staten                                   | Sundance Film Festival                                |
| 27 januari 2019    | High Flying Bird                                            | Verenigde Staten                                   | Slamdance Film Festival                               |
| 27 januari 2019    | Monos                                                       | Colombia / Verenigde Staten                        | Sundance Film Festival                                |
| 27 januari 2019    | Them That Follow                                            | Verenigde Staten                                   | Sundance Film Festival                                |
| 27 januari 2019    | Velvet Buzzsaw                                              | Verenigde Staten                                   | Sundance Film Festival                                |
| 31 januari 2019    | The Mustang                                                 | Verenigde Staten / Frankrijk / België              | Sundance Film Festival                                |
| 5 februari 2019    | The Wandering Earth                                         | China                                              |                                                       |
| 6 februari 2019    | The Lego Movie 2: The Second Part                           | Australië / Denemarken / Verenigde Staten          |                                                       |
| 7 februari 2019    | Brugklas: de tijd van m'n leven                             | Nederland                                          |                                                       |
| 7 februari 2019    | The Prodigy                                                 | Verenigde Staten / Canada                          |                                                       |
| 8 februari 2019    | Light of My Life                                            | Verenigde Staten                                   | Internationaal filmfestival van Berlijn               |
| 8 februari 2019    | Temblores                                                   | Guatemala / Frankrijk / Luxemburg                  | Internationaal filmfestival van Berlijn               |
| 13 februari 2019   | The Queen's Corgi                                           | België                                             |                                                       |
| 14 februari 2019   | Alita: Battle Angel                                         | Verenigde Staten                                   |                                                       |
| 14 februari 2019   | Verliefd op Cuba                                            | Nederland                                          |                                                       |
| 19 februari 2019   | Hiernamaals                                                 | Nederland                                          | Telefilm                                              |
| 22 februari 2019   | Tõde ja õigus Truth and Justice                             | Estland                                            |                                                       |
| 24 februari 2019   | Urbanus: De vuilnisheld                                     | België / Nederland                                 | Stripverfilming                                       |
| 26 februari 2019   | The Aftermath                                               | Verenigde Staten / Verenigd Koninkrijk / Duitsland | Filmfestival van Glasgow                              |
| 27 februari 2019   | Captain Marvel                                              | Verenigde Staten                                   | Londen                                                |
| 3 maart 2019       | Triple Frontier                                             | Verenigde Staten                                   | New York                                              |
| 8 maart 2019       | Turnover                                                    | Verenigde Staten                                   | Idyllwild International Festival of Cinema            |
| 8 maart 2019       | Us                                                          | Verenigde Staten                                   | South by Southwest                                    |
| 9 maart 2019       | The Beach Bum                                               | Verenigde Staten                                   | South by Southwest                                    |
| 9 maart 2019       | Long Shot                                                   | Verenigde Staten                                   | South by Southwest                                    |
| 10 maart 2019      | The Highwaymen                                              | Verenigde Staten                                   | South by Southwest                                    |
| 11 maart 2019      | Dumbo                                                       | Verenigde Staten                                   | Los Angeles                                           |
| 12 maart 2019      | Peitruss                                                    | Luxemburg / Nederland                              | Luxembourg City Film Festival                         |
| 13 maart 2019      | Dolor y gloria                                              | Spanje                                             | Madrid                                                |
| 15 maart 2019      | The Curse of La Llorona                                     | Verenigde Staten                                   | South by Southwest                                    |
| 15 maart 2019      | Shazam!                                                     | Verenigde Staten                                   | Toronto                                               |
| 7 april 2019       | Missing Link                                                | Verenigde Staten                                   | New York                                              |
| 9 april 2019       | Hellboy                                                     | Verenigde Staten                                   | New York                                              |
| 10 april 2019      | The Silence                                                 | Duitsland / Verenigde Staten                       | Netflix                                               |
| 17 april 2019      | Circus Noël                                                 | Nederland                                          |                                                       |
| 18 april 2019      | Baantjer: het begin                                         | Nederland                                          |                                                       |
| 22 april 2019      | Avengers: Endgame                                           | Verenigde Staten                                   | Los Angeles                                           |
| 27 april 2019      | Georgetown                                                  | Verenigde Staten                                   | Tribeca Film Festival                                 |
| 27 april 2019      | Gully                                                       | Verenigde Staten                                   | Tribeca Film Festival                                 |
| 27 april 2019      | Only                                                        | Verenigde Staten                                   | Tribeca Film Festival                                 |
| 29 april 2019      | Tolkien                                                     | Verenigde Staten                                   | Londen                                                |
| 1 mei 2019         | Nous finirons ensemble                                      | Frankrijk                                          |                                                       |
| 3 mei 2019         | Pokémon Detective Pikachu                                   | Verenigde Staten / Japan                           | Parijs                                                |
| 4 mei 2019         | Yesterday                                                   | Verenigd Koninkrijk                                | New York                                              |
| 8 mei 2019         | Aladdin                                                     | Verenigde Staten                                   | Parijs                                                |
| 9 mei 2019         | John Wick: Chapter 3 – Parabellum                           | Verenigde Staten                                   |                                                       |
| 13 mei 2019        | Godzilla: King of the Monsters                              | Verenigde Staten                                   | Peking                                                |
| 14 mei 2019        | Backdraft 2                                                 | Verenigde Staten                                   |                                                       |
| 14 mei 2019        | The Dead Don't Die                                          | Verenigde Staten                                   | Filmfestival van Cannes                               |
| 14 mei 2019        | X-Men: Dark Phoenix                                         | Verenigde Staten                                   | Mexico-Stad                                           |
| 15 mei 2019        | Bacurau                                                     | Brazilië / Frankrijk                               | Filmfestival van Cannes                               |
| 15 mei 2019        | Le Daim                                                     | Frankrijk                                          | Filmfestival van Cannes La quinzaine des réalisateurs |
| 15 mei 2019        | Les Misérables                                              | Frankrijk                                          | Filmfestival van Cannes                               |
| 16 mei 2019        | Atlantique                                                  | Senegal / Frankrijk / België                       | Filmfestival van Cannes                               |
| 16 mei 2019        | Sorry We Missed You                                         | Verenigd Koninkrijk                                | Filmfestival van Cannes                               |
| 16 mei 2019        | Rocketman                                                   | Verenigd Koninkrijk / Verenigde Staten             | Filmfestival van Cannes                               |
| 19 mei 2019        | A Hidden Life                                               | Verenigde Staten / Duitsland                       | Filmfestival van Cannes                               |
| 19 mei 2019        | Diego Maradona                                              | Verenigd Koninkrijk                                | Filmfestival van Cannes                               |
| 19 mei 2019        | Portrait de la jeune fille en feu                           | Frankrijk                                          | Filmfestival van Cannes                               |
| 20 mei 2019        | Le Jeune Ahmed                                              | België                                             | Filmfestival van Cannes                               |
| 20 mei 2019        | Frankie                                                     | Frankrijk / Portugal                               | Filmfestival van Cannes                               |
| 21 mei 2019        | Nuestras madres                                             | Guatemala / Frankrijk / België                     | Filmfestival van Cannes Semaine de la critique        |
| 21 mei 2019        | O que arde                                                  | Spanje / Frankrijk / Luxemburg                     | Filmfestival van Cannes Un certain regard             |
| 21 mei 2019        | Parasite (기생충, Gisaengchung)                             | Zuid-Korea                                         | Filmfestival van Cannes Winnaar Gouden Palm           |
| 21 mei 2019        | Once Upon a Time in Hollywood                               | Verenigde Staten                                   | Filmfestival van Cannes                               |
| 22 mei 2019        | Matthias & Maxime                                           | Canada                                             | Filmfestival van Cannes                               |
| 22 mei 2019        | Roubaix, une lumière                                        | Frankrijk                                          | Filmfestival van Cannes                               |
| 23 mei 2019        | Bilched                                                     | Australië                                          |                                                       |
| 23 mei 2019        | Il traditore                                                | Italië                                             | Filmfestival van Cannes                               |
| 24 mei 2019        | Sibyl                                                       | Frankrijk                                          | Filmfestival van Cannes                               |
| 30 mei 2019        | Ma                                                          | Verenigde Staten                                   |                                                       |
| 10 juni 2019       | Rolling Thunder Revue: A Bob Dylan Story by Martin Scorsese | Verenigde Staten                                   | New York                                              |
| 11 juni 2019       | Toy Story 4                                                 | Verenigde Staten                                   | Los Angeles                                           |
| 14 juni 2019       | Murder Mystery                                              | Verenigde Staten                                   | Netflix                                               |
| 14 juni 2019       | Shaft                                                       | Verenigde Staten                                   | Netflix                                               |
| 18 juni 2019       | Child's Play                                                | Verenigde Staten / Canada                          | Parijs                                                |
| 18 juni 2019       | Midsommar                                                   | Verenigde Staten / Zweden                          | New York                                              |
| 20 juni 2019       | Annabelle Comes Home                                        | Verenigde Staten                                   | Los Angeles                                           |
| 24 juni 2019       | Robert Reborn                                               | Verenigd Koninkrijk                                |                                                       |
| 26 juni 2019       | Spider-Man: Far From Home                                   | Verenigde Staten                                   | Hollywood                                             |
| 27 juni 2019       | Escape Plan: The Extractors                                 | Verenigde Staten                                   |                                                       |
| 30 juni 2019       | More Beautiful for Having Been Broken                       | Verenigde Staten                                   | Frameline Film Festival                               |
| 9 juli 2019        | The Lion King                                               | Verenigde Staten                                   | Los Angeles                                           |
| 11 juli 2019       | Ne Zha                                                      | China                                              | Peking                                                |
| 12 juli 2019       | Crawl                                                       | Verenigde Staten                                   |                                                       |
| 13 juli 2019       | Hobbs & Shaw                                                | Verenigde Staten                                   | Hollywood                                             |
| 26 juli 2019       | A Rainy Day in New York                                     | Verenigde Staten                                   |                                                       |
| 27 juli 2019       | Ready or Not                                                | Verenigde Staten                                   | Fantasia Film Festival                                |
| 29 juli 2019       | Dora and the Lost City of Gold                              | Verenigde Staten                                   | Los Angeles                                           |
| 2 augustus 2019    | The Angry Birds Movie 2                                     | Verenigde Staten / Finland                         |                                                       |
| 6 augustus 2019    | Senior Love Triangle                                        | Verenigde Staten                                   | Rhode Island International Film Festival              |
| 8 augustus 2019    | Haunt                                                       | Verenigde Staten                                   | Popcorn Frights Film Festival                         |
| 12 augustus 2019   | Instinct                                                    | Nederland                                          | Internationaal filmfestival van Locarno               |
| 14 augustus 2019   | Witches in the Woods                                        | Canada                                             |                                                       |
| 16 augustus 2016   | 47 Meters Down: Uncaged                                     | Verenigd Koninkrijk / Verenigde Staten             |                                                       |
| 21 augustus 2019   | Angel Has Fallen                                            | Verenigde Staten                                   |                                                       |
| 22 augustus 2019   | Good Boys                                                   | Verenigde Staten                                   |                                                       |
| 26 augustus 2019   | It Chapter Two                                              | Verenigde Staten                                   |                                                       |
| 28 augustus 2019   | La Vérité                                                   | Frankrijk / Japan                                  | Filmfestival van Venetië                              |
| 29 augustus 2019   | Marriage Story                                              | Verenigde Staten                                   | Filmfestival van Venetië                              |
| 29 augustus 2019   | Ad Astra                                                    | Verenigde Staten                                   | Filmfestival van Venetië                              |
| 29 augustus 2019   | Corpus Christi                                              | Polen / Frankrijk                                  |                                                       |
| 30 augustus 2019   | The Aeronauts                                               | Verenigd Koninkrijk / Verenigde Staten             | Filmfestival van Telluride                            |
| 30 augustus 2019   | Ford v Ferrari                                              | Verenigde Staten                                   | Filmfestival van Telluride                            |
| 30 augustus 2019   | J'accuse                                                    | Frankrijk / Italië                                 | Filmfestival van Venetië                              |
| 30 augustus 2019   | Judy                                                        | Verenigd Koninkrijk / Verenigde Staten             | Filmfestival van Telluride                            |
| 30 augustus 2019   | La Llorona                                                  | Guatemala                                          | Filmfestival van Venetië                              |
| 30 augustus 2019   | Madre                                                       | Spanje                                             | Filmfestival van Venetië                              |
| 30 augustus 2019   | Motherless Brooklyn                                         | Verenigde Staten                                   | Filmfestival van Telluride                            |
| 30 augustus 2019   | Quien a hierro mata                                         | Spanje                                             |                                                       |
| 30 augustus 2019   | Seberg                                                      | Verenigd Koninkrijk / Verenigde Staten             | Filmfestival van Venetië                              |
| 30 augustus 2019   | Uncut Gems                                                  | Verenigde Staten                                   | Filmfestival van Telluride                            |
| 30 augustus 2019   | Waves                                                       | Verenigde Staten                                   | Filmfestival van Telluride                            |
| 31 augustus 2019   | Ema                                                         | Chili                                              | Filmfestival van Venetië                              |
| 31 augustus 2019   | Joker                                                       | Verenigde Staten                                   | Filmfestival van Venetië                              |
| 31 augustus 2019   | The Two Popes                                               | Verenigd Koninkrijk                                | Filmfestival van Telluride                            |
| 1 september 2019   | Wasp Network                                                | Brazilië / Frankrijk                               | Filmfestival van Venetië                              |
| 1 september 2019   | The Laundromat                                              | Verenigde Staten                                   | Filmfestival van Venetië                              |
| 2 september 2019   | The King                                                    | Australië / Verenigde Staten                       | Filmfestival van Venetië                              |
| 2 september 2019   | Martin Eden                                                 | Italië                                             | Filmfestival van Venetië                              |
| 3 september 2019   | The Painted Bird                                            | Tsjechië / Slowakije / Oekraïne                    | Filmfestival van Venetië                              |
| 4 september 2019   | Babyteeth                                                   | Australië                                          | Filmfestival van Venetië                              |
| 5 september 2019   | The Personal History of David Copperfield                   | Verenigd Koninkrijk / Verenigde Staten             | Internationaal filmfestival van Toronto               |
| 6 september 2019   | El hoyo                                                     | Spanje                                             | Internationaal filmfestival van Toronto               |
| 6 september 2019   | Waiting for the Barbarians                                  | Italië                                             | Filmfestival van Venetië                              |
| 6 september 2019   | Mientras dure la guerra                                     | Spanje / Argentinië                                | Internationaal filmfestival van Toronto               |
| 6 september 2019   | Just Mercy                                                  | Verenigde Staten                                   | Internationaal filmfestival van Toronto               |
| 6 september 2019   | Sound of Metal                                              | Verenigde Staten / België                          | Internationaal filmfestival van Toronto               |
| 6 september 2019   | Yangguang puzhao                                            | Taiwan                                             | Internationaal filmfestival van Toronto               |
| 7 september 2019   | Deux                                                        | Frankrijk                                          | Internationaal filmfestival van Toronto               |
| 7 september 2019   | Dolemite Is My Name                                         | Verenigde Staten                                   | Internationaal filmfestival van Toronto               |
| 7 september 2019   | A Beautiful Day in the Neighborhood                         | Verenigde Staten                                   | Internationaal filmfestival van Toronto               |
| 7 september 2019   | Hustlers                                                    | Verenigde Staten                                   | Internationaal filmfestival van Toronto               |
| 7 september 2019   | Knives Out                                                  | Verenigde Staten                                   | Internationaal filmfestival van Toronto               |
| 8 september 2019   | Jojo Rabbit                                                 | Verenigde Staten                                   | Internationaal filmfestival van Toronto               |
| 8 september 2019   | Bad Education                                               | Verenigde Staten                                   | Internationaal filmfestival van Toronto               |
| 8 september 2019   | The Goldfinch                                               | Verenigde Staten                                   | Internationaal filmfestival van Toronto               |
| 8 september 2019   | The Song of Names                                           | Canada / Hongarije                                 | Internationaal filmfestival van Toronto               |
| 10 september 2019  | Harriet                                                     | Verenigde Staten                                   | Internationaal filmfestival van Toronto               |
| 11 september 2019  | Lucy in the Sky                                             | Verenigde Staten                                   | Internationaal filmfestival van Toronto               |
| 17 september 2019  | Żelazny most                                                | Polen                                              |                                                       |
| 20 september 2019  | In the Tall Grass                                           | Canada                                             | Fantastic Fest                                        |
| 22 september 2019  | La trinchera infinita                                       | Spanje / Frankrijk                                 | Filmfestival van San Sebastián                        |
| 23 september 2019  | La innocència                                               | Spanje                                             | Filmfestival van San Sebastián                        |
| 25 september 2019  | La hija de un ladrón                                        | Spanje                                             | Filmfestival van San Sebastián                        |
| 25 september 2019  | Misfit 2                                                    | Nederland                                          |                                                       |
| 26 september 2019  | Adiós                                                       | Spanje                                             | Filmfestival van San Sebastián                        |
| 27 september 2019  | The Irishman                                                | Verenigde Staten                                   | Filmfestival van New York                             |
| 30 september 2019  | Maleficent: Mistress of Evil                                | Verenigde Staten                                   | Los Angeles                                           |
| 1 oktober 2019     | Gemini Man                                                  | Verenigde Staten                                   | Filmfestival van Zürich                               |
| 3 oktober 2019     | Code 8                                                      | Canada                                             | Filmfestival van Sitges                               |
| 5 oktober 2019     | Lunana: A Yak in the Classroom                              | Bhutan                                             | Filmfestival van Londen                               |
| 5 oktober 2019     | Ventajas de viajar en tren                                  | Spanje / Frankrijk                                 | Filmfestival van Sitges                               |
| 7 oktober 2019     | El Camino: A Breaking Bad Movie                             | Verenigde Staten                                   | Los Angeles                                           |
| 9 oktober 2019     | De brief voor Sinterklaas                                   | Nederland                                          |                                                       |
| 10 oktober 2019    | Zombieland: Double Tap                                      | Verenigde Staten                                   | Los Angeles                                           |
| 11 oktober 2019    | The Addams Family                                           | Verenigde Staten / Canada                          |                                                       |
| 17 oktober 2019    | Cleo                                                        | België                                             | Film Fest Gent                                        |
| 18 oktober 2019    | Zavrasjtane (Reunion)                                       | Bulgarije                                          |                                                       |
| 19 oktober 2019    | Intemperie                                                  | Spanje / Portugal                                  | Filmfestival van Valladolid                           |
| 21 oktober 2019    | Ya no estoy aquí                                            | Mexico                                             | Filmfestival van Morelia                              |
| 23 oktober 2019    | Terminator: Dark Fate                                       | Verenigde Staten                                   |                                                       |
| 24 oktober 2019    | Countdown                                                   | Verenigde Staten                                   |                                                       |
| 29 oktober 2019    | Last Christmas                                              | Verenigd Koninkrijk / Verenigde Staten             | New York                                              |
| 30 oktober 2019    | Doctor Sleep                                                | Verenigde Staten                                   |                                                       |
| 6 november 2019    | Midway                                                      | Verenigde Staten / Canada / China / Hongkong       |                                                       |
| 7 november 2019    | Frozen II                                                   | Verenigde Staten                                   | Los Angeles                                           |
| 8 november 2019    | Klaus                                                       | Spanje / Verenigd Koninkrijk                       |                                                       |
| 8 november 2019    | Let It Snow                                                 | Verenigde Staten                                   | Netflix                                               |
| 8 november 2019    | Primal                                                      | Verenigde Staten                                   |                                                       |
| 12 november 2019   | Lady and the Tramp                                          | Verenigde Staten                                   | Disney+                                               |
| 20 november 2019   | Richard Jewell                                              | Verenigde Staten                                   | AFI Fest                                              |
| 22 november 2019   | Dark Waters                                                 | Verenigde Staten                                   |                                                       |
| 3 december 2020    | The Gentlemen                                               | Verenigde Staten / Verenigd Koninkrijk             | Londen                                                |
| 4 december 2019    | 1917                                                        | Verenigde Staten / Verenigd Koninkrijk             | Londen                                                |
| 4 december 2019    | Jumanji: The Next Level                                     | Verenigde Staten                                   |                                                       |
| 6 december 2019    | Trauma Center                                               | Verenigde Staten                                   |                                                       |
| 13 december 2019   | 6 Underground                                               | Verenigde Staten                                   | Netflix                                               |
| 16 december 2019   | Star Wars: Episode IX: The Rise of Skywalker                | Verenigde Staten                                   | Hollywood                                             |
| 19 december 2019   | April, May en June                                          | Nederland                                          |                                                       |

1870-1879 · 1880-1889 · 1890 · 1891 · 1892 · 1893 · 1894 · 1895 · 1896 · 1897 · 1898 · 1899 · 1900 · 1901 · 1902 · 1903 · 1904 · 1905 · 1906 · 1907 · 1908 · 1909 · 1910 · 1911 · 1912 · 1913 · 1914 · 1915 · 1916 · 1917 · 1918 · 1919 · 1920 · 1921 · 1922 · 1923 · 1924 · 1925 · 1926 · 1927 · 1928 · 1929 · 1930 · 1931 · 1932 · 1933 · 1934 · 1935 · 1936 · 1937 · 1938 · 1939 · 1940 · 1941 · 1942 · 1943 · 1944 · 1945 · 1946 · 1947 · 1948 · 1949 · 1950 · 1951 · 1952 · 1953 · 1954 · 1955 · 1956 · 1957 · 1958 · 1959 · 1960 · 1961 · 1962 · 1963 · 1964 · 1965 · 1966 · 1967 · 1968 · 1969 · 1970 · 1971 · 1972 · 1973 · 1974 · 1975 · 1976 · 1977 · 1978 · 1979 · 1980 · 1981 · 1982 · 1983 · 1984 · 1985 · 1986 · 1987 · 1988 · 1989 · 1990 · 1991 · 1992 · 1993 · 1994 · 1995 · 1996 · 1997 · 1998 · 1999 · 2000 · 2001 · 2002 · 2003 · 2004 · 2005 · 2006 · 2007 · 2008 · 2009 · 2010 · 2011 · 2012 · 2013 · 2014 · 2015 · 2016 · 2017 · 2018 · 2019 · 2020 · 2021 · 2022 · 2023 · 2024 · 2025